# Fu (rappeur)
Pour les articles homonymes, voir Fu.
Fu, de son vrai nom Łukasz Gaweł (né le 31 janvier 1980 à Varsovie), est un rappeur polonais.

## Biographie
Au départ, il s'associe au collectif ZIP Skład, avec lequel il réalise l'album Chleb powszedni (1999). Entre-temps, avec Koras, également membre de ZIP Skład, il forme un duo appelé Ko1fu, qui n'a toutefois enregistré aucun album. Les rares apparitions en tant qu'invités, notamment sur les albums de Molesta Ewenement et DJ 600V, sont les seules manifestations de l'activité du groupe. En 1999, Fusznik, Pon et à nouveau Koras forment le projet Zipera. Cette collaboration entre rappeurs donne naissance à trois albums : O.N.F.R., sorti en 2000, Druga strona medalu (2004) et Meritum (2018).
En 2019, il sort l'album Personality, produit en collaboration avec le producteur SirMichu. L'album est publié par le label Visioners et se classe 24e dans la liste des albums les plus populaires du pays (OLiS). En 2023, Fu sort un nouvel album, Personality 2, publié par lui-même.

## Discographie
- 2001 : N.O.C.C.[6] (25e place des charts polonais[7])
- 2002 : Futurum[8] (14e place des charts polonais[9])
- 2004 : Wrodzony instynkt[10] (20e place des charts polonais[11])
- 2006 : Kameleon (avec Olsen)[12] (19e place des charts polonais[13])
- 2007 : Krew i dusza[14],[15] (32e place des charts polonais[16])
- 2009 : Retrospekcje[17] (31e place des charts polonais[18])
- 2010 : Projekt 30 Mixtape (avec DJ Element)[19]
- 2011 : De Facto[20]
- 2014 : Kameleon 2 (avec Olsen)[21] (31e place des charts polonais[22])
- 2016 : Definicja istnienia[23]
- 2019 : Personality (24e place des charts polonais[4])